# بطولة أمم أوروبا للسيدات 1989
أقيمت بطولة أمم أوروبا لكرة القدم للسيدات 1989 في ألمانيا الغربية وقد حقق لقبها منتخب ألمانيا الغربية للمرة الأولى في تاريخه.

## التصفيات التمهدية
إنظر المقال الرئيسي: تصفيات بطولة أمم أوروبا لكرة القدم للسيدات 1989

## ربع النهائي
| المنتخب #1      | النتيجة.                            | المنتخب#2 | المدينة  |
| --------------- | ----------------------------------- | --------- | -------- |
| ألمانيا الغربية | 1(ركلات جزاء ترجيحية (كرة قدم)) - 1 | إيطاليا   | سيغن     |
| السويد          | 1 - 2                               | النرويج   | لودنشايد |

## تحديد المركز االثالث
| المنتخب #1 | النتيجة.    | المنتخب#2 | المدينة   |
| ---------- | ----------- | --------- | --------- |
| السويد     | 2 - 1(و.إ.) | إيطاليا   | أوسنابروك |

## النهائي
| المنتخب #1      | النتيجة. | المنتخب#2 | المدينة   |
| --------------- | -------- | --------- | --------- |
| ألمانيا الغربية | 4 - 1    | النرويج   | أوسنابروك |

## البطل
| بطولة أمم أوروبا لكرة القدم للسيدات 1989 |
| ---------------------------------------- |
| · ألمانيا الغربية · للمرة الأولى         |

## روابط إضافية
- Results at UEFA.com